# Claudio Biava
Claudio Biava (eigentlich Alessandro Biava; * 1932 in Dalmine) ist ein italienischer Schauspieler.
Biava spielte zwischen 1955 und 1972 in über dreißig Filmproduktionen meist undurchsichtige Charaktere, darunter zahlreiche Genrefilme, vor allem Kriminalfilme. Seine bekannteste Rolle hatte der recht kleine, gedrungene, meist strohblonde Darsteller als „Nardini“ in Mauro Bologninis Metello im Jahr 1970. Zwei Jahre später beendete Biava seine Karriere und verdiente seinen Lebensunterhalt als Antiquitätenhändler, bis er 1999 in seine Geburtsstadt zurückkehrte.

## Filmografie (Auswahl)
- 1955: El Alamein (El Alamein)
- 1960: Die Hölle am gelben Fluß (Apocalisse sul fiume giallo)
- 1960: Das Haus in der Via Roma (La viaccia)
- 1965: Höllenhunde des Secret Service (Superseven chiama Cairo)
- 1961: Der furchtlose Rebell (Vanina Vanini)
- 1966: Die Höllenkatze des Kong-Fu (Le spie amano i fiori)
- 1966: Ramon il Messicano
- 1966: Töte, Ringo, töte (Uno sceriffo tutto d'oro)
- 1966: Wer stirbt schon gern im Bett (K.o. va e uccidi)
- 1967: Countdown für 3 Millionen Dollar (28 minuti per 3 milioni di dollari)
- 1967: Django tötet leise (Bill il taciturno)
- 1968: Der Fremde von Paso Bravo (Uno straniero a Paso Bravo)
- 1968: Gangster sterben zweimal (Gangsters ’70)
- 1968: Die Unschlagbaren (Gli intoccabili) – Regie: Giuliano Montaldo
- 1968: Tote faulen in der Sonne (Un posto all'inferno)
- 1971: Das Auge der Spinne (L'occhio del ragno)
- 1972: Il prato macchiato di rosso